# Juan Manuel García
Juan Manuel García Zavala (ur. 18 lutego 1980 w Guadalajarze) – meksykański piłkarz występujący najczęściej na pozycji środkowego obrońcy, obecnie zawodnik Universidadu de Guadalajara.

## Kariera klubowa
García pochodzi z miasta Guadalajara i jest wychowankiem tamtejszego zespołu Club Atlas. W meksykańskiej Primera División zadebiutował 18 października 1998 w wygranym 6:4 meczu z Pachucą i już pół roku później, w sezonie Verano 1999, wywalczył ze swoją drużyną wicemistrzostwo Meksyku. Do końca swojego ośmioletniego pobytu w Atlasie pełnił jednak funkcję rezerwowego, z wyjątkiem jesiennych rozgrywek Apertura 2002 i Apertura 2004, kiedy to regularnie pojawiał się na ligowych boiskach. Pierwsze dwa gole w najwyższej klasie rozgrywkowej strzelił 28 września 2002 w przegranej 2:5 konfrontacji z Querétaro.
Latem 2006 García przeszedł do drugoligowego Club León, gdzie szybko wywalczył sobie miejsce w wyjściowej jedenastce i w sezonie Clausura 2007 dotarł z nim do finału fazy play–off. Rok później, podczas fazy Clausura 2008, triumfował w rozgrywkach drugoligowych, co nie zaowocowało jednak awansem do Primera División – w decydującym dwumeczu León uległ ostatecznie Indios. W lipcu 2008 na zasadzie rocznego wypożyczenia zasilił występujący na tym samym poziomie Correcaminos UAT.
Wiosną 2010 García powrócił do rodzinnego miasta, zostając zawodnikiem drugoligowca Universidad de Guadalajara. Jesienny sezon Apertura 2010 spędził natomiast w Tiburones Rojos de Veracruz, z którym doszedł do dwumeczu finałowego Liga de Ascenso.

## Kariera reprezentacyjna
W 1997 roku García znalazł się w składzie reprezentacji Meksyku U–17 na Młodzieżowe Mistrzostwa Świata w Egipcie. Był wówczas podstawowym graczem kadry, rozgrywając dwa mecze, za to Meksykanie nie zdołali wyjść z grupy i po trzech spotkaniach zakończyli swój udział w turnieju.